# Henk van der Werff
Henk van der Werff ( 1946) es un pteridólogo, y botánico neerlandés, especializado en sistemática de lauráceas. En 1978 obtuvo su doctorado en la Universidad de Utrecht, con Robbert Gradstein.

## Biografía
Ha sido curador e investigador asistente en el Jardín Botánico de Misuri. También es profesor adjunto asociado y profesor asociado de investigación en la Universidad de Misuri-St. Louis. También conoce de la flora de las Islas Galápagos. En su investigación sobre la familia de las lauráceas, centradas especialmente en especies de América Central, Perú, Ecuador y Madagascar, en esas zonas también ha hecho trabajo de campo. Ha estado en la Cordillera Cóndor en dos viajes al Ecuador, durante octubre y noviembre de 2004, y de octubre a noviembre de 2006; donde fue acompañado en el campo por Wilson Quizhpe, botánico ecuatoriano de Loja que trabajó en el proyecto, y por Bruce Gray del Herbario del CSIRO en Queensland, Australia. Durante esos dos viajes de estudio acerca de 1.500 colecciones fueron hechas de tres áreas principales en esa región.
Werff es coautor de artículos en revistas botánicas como: Adansonia, American Journal of Botany, Anales del Jardín Botánico de Missouri, Blumea, Tonia Brit, Botánica Sistemática y Novon. Es autor de más de 200 nombres botánicos. Participa en la Flora Mesoamericana: un proyecto de colaboración destinado a identificar y describir las plantas vasculares de Mesoamérica.

## Algunas publicaciones
- con Vicentini, A. (2000). «New species of Lauraceae from Central Amazonia, Brazil». Novon 10: 264—297.
- con Chanderbali, A., Renner, S. (2001). «Phylogeny and Historical Biogeography of Lauraceae: Evidence from the Chloroplast and Nuclear Genomes». Annals of the Missouri Botanic Garden 88: 104—134.
- «A revision of the Malagasy endemic genus Aspidostemon Rohwer & Richter (Lauraceae)». Adansonia 28: 7—44. 2006.
- con Nishida, S. (2007). «Are cuticular characters useful in solving generic relationships of problematic species of Lauraceae?». Taxon 56: 1229—1237.
- «A synopsis of the genus Tachigali (Leguminosae: Caesalpinioideae) in northern South America». Annals of the Missouri Botanic Garden 95: 618—660. 2008.
- «Eight new species of Lauraceae from Ecuador, Peru and Panama». Novon 19: 534—548. 2009.
- «Nine new species of Licaria (Lauraceae) from tropical America». Harvard Papers in Botany 14: 145—159. 2009.
- con Nishida, S. (2010). «Yasunia (Lauraceae), a new genus with two species from Ecuador and Peru». Novon 20: 493—502.

### Libros
- 1978. The vegetation of the Galapagos Islands. 120 pp.

- henk van der Werff, alan r. Smith. 1980. Pteridophytes of the state of Falcon, Venezuela. Vol. 56 de Opera botánica. 33 pp. ISBN 915460284X

- william Burger, henk van der Werff. 1997. Flora Costaricensis: Family #80 Lauraceae. Fieldiana - Botany Vol. 1406. 138 pp.

- 1997. Flora del Bajío y de regiones adyacentes: Familia Lauraceae, Vol. 56. Ed. Instituto de Ecología. 58 pp. ISBN 9687863129

## Honores

### Eponimia
- Anthurium werffii Croat, 2007
- Blechnum werffii R.C.Moran, 1992
- Cinnamomum vanderwerffii Kosterm., 1988 sin. Ocotea vanderwerffii (Kosterm.) van der Werff, 2001
- Cranichis werffii Garay, 1978
- Cyathea werffii R.C.Moran, 1991
- Cyclopogon werffii Dodson, 1993
- Dendrophthora werffii Kuijt, 2009
- Draba werffii Al-Shehbaz, 2009
- Elaphoglossum vanderwerffii Mickel, 1987
- Epidendrum werffii Dodson & Hágsater, 1989
- Geissanthus vanderwerffii Pipoly, 1996
- Jaltomata werffii D'Arcy, 1982
- Lepidium werffii Al-Shehbaz, 2010
- Mezilaurus vanderwerffii F.M.Alves & Baitello, 2008
- Pepinia werffii H.Luther, 2007
- Schefflera vanderwerffii Dorr & Stergios, 2009
- Symplocos vanderwerffii B.Ståhl, 2010
- Zygophlebia werffii L.E.Bishop, 1989 sin. Grammitis werffii (L.E.Bishop) Stolze, 1993